# Juan Daniel García Treviño
Juan Daniel García Treviño (27 de febrero de 2000) es un actor y músico mexicano, reconocido por ser protagonista de la película Ya no estoy aquí (2019) 

## Reseña biográfica
Juan Daniel García Treviño creció en Alianza Real, en las cercanías de Monterrey, Nuevo León, en una familia de músicos, por lo que se ha dedicado a la música desde los nueve años. Su afición al vallenato lo llevó a formar parte del grupo Fuerza Cumbiambera y, más tarde, a concursar por el papel de Ulises para la película Ya no estoy aquí, por invitación de su maestro de música. Para hacer el personaje, tuvo que aprender a bailar cumbia rebajada y se inspiró en su hermano, quien perteneció a la subcultura Kolombia.
En el 2020, el actor se hizo con la estatuilla de los Premios Ariel a la Revelación actoral gracias a su trabajo en Ya no estoy aquí.
Asimismo, ha actuado en distintos largometrajes como La civil, Manto de Gemas, El norte sobre el Vacío, Wetiko y en la ópera prima de la directora mexicana Sofía Auza, Adolfo.  Además, tuvo un pequeño papel en un episodio de la serie Narcos: México y es protagonista de la serie Vgly por HBO max.

## Filmografía

### Películas
| Año  | Título                               | Papel    | Notas |
| ---- | ------------------------------------ | -------- | ----- |
| 2019 | Ya no estoy aquí                     | Ulises   |       |
| 2021 | La Civil (película)                  | El Puma  |       |
| 2022 | Manto de Gemas                       | Adán     |       |
| 2022 | Wetiko                               | Aapo     |       |
| 2022 | El Norte sobre el Vacio              | Tello    |       |
| 2023 | Adolfo                               | Hugo     |       |
| 2023 | Perdidos en la Noche                 | Emiliano |       |
| 2023 | No Voy a Pedirle a Nadie Que Me Crea |          | Cameo |

### Televisión
| Año  | Título                     | Papel | Notas                    |
| ---- | -------------------------- | ----- | ------------------------ |
| 2021 | Narcos: México             |       | Episodio «The Reckoning» |
| 2023 | VGLY (serie de televisión) | Flex  |                          |